# A-bee
A-bee（アービー）は、日本の男性音楽家、作曲家、編曲家、音楽プロデューサー。東京都出身。

## 来歴
幼い頃から音楽の環境の中で育ち、物心ついたころには音楽を手掛け初める。オールジャンルのアーティストとして活動を開始してから、作曲・編曲、DVD、アニメのサウンドトラック等、幅広いジャンルの楽曲への提供をするようになる。その後、クラブサウンドに傾倒しクラブでDJ活動を開始するようになり、同時にハウス・テクノ・エレクトロニカ・プログレッシブ系サウンドの制作を始め、自身のアーティスト活動も同時期に開始する。
新木場ageHaのレーベルGATE RECORDSのCOVER LOVER Projectへの参加から始まり、その後音楽プロデューサーとして意欲的に活動をしている。
2007年、自身のレーベル・VOOV Recsを設立し、初となるソロアルバム『Flying-Go-Round』を発売。
2017年、SOULHEADのYOSHIKAとの2人組音楽ユニット・KARK4DEERを結成し、アルバム『THE SILVER LINING』を発売。
2020年、静電場朔、immiとの3人組音楽ユニット・DiAN（ディアン）を結成。
現在、DJ・アーティストへの楽曲提供、編曲、リミックスを手掛けるなどの活動をしている。

## 作品

### アルバム

#### オリジナル・アルバム
1. FLYING-GO-ROUND（2007年8月1日）
2. POLYPHONIC CITY（2008年12月17日）
3. CURRENTRIA（2010年12月8日）
4. SHIRO（2012年11月28日）
5. HIKARIST（2014年6月4日）
6. A-bee（2016年6月22日）
7. RISE（2024年7月31日）

#### リミックス・アルバム
1. A-bee remixes -FACE-（2009年11月11日）

#### ミックスCD
1. Sound Terrarium（2011年11月30日）
2. Sound Tronica（2014年12月3日）

### シングル
1. TO THE UNIVERSE（2008年4月23日）
2. Calling（2008年6月25日）
3. Tell Me（2009年8月19日）
4. Cloud Nine / Ring（2011年8月17日）
5. SAMON（2018年4月13日）
6. Layered Line（2023年1月25日）
7. Deep Emotion（2023年5月31日）

### EP
1. CHAOSmix EP（2010年11月10日）
2. Smile EP（2011年4月20日）
3. Extended EP（2011年11月20日）- アナログ盤
4. Two Faced EP（2015年12月9日）- A-bee × IMMI名義

### 楽曲提供
- Aira Mitsuki
  - HEART LINE ALIVE（作曲・編曲）
- 嵐
  - Hope in the darkness（共同編曲）
  - 三日月（作曲・編曲）
  - また今日と同じ明日が来る（共同編曲）
- 星野奏子
  - STARPOP（編曲）
- 元気ロケッツ
  - Intermediate -Orbit Swimming-（共同作曲）
  - Star Surfer（作曲、共同編曲）
- 麻生夏子
  - Brand new world（編曲）
  - Dream into action!（編曲）
- 白石涼子
  - KIZUNA（編曲）
- μ's
  - もぎゅっと“love”で接近中!（編曲）
- 茅原実里
  - D-FORMATION（作曲・編曲）
  - Harmonized Chaos（作曲・編曲）
- 早乙女由香
  - ココロ、コトバ（編曲）
- ChouCho
  - telescope（作曲・編曲）
- まじ娘
  - Sweet dream（作曲）
- JAM Project
  - Magical Mystery Spice～マジスパのテーマ～（編曲）
  - Vagabond ～風とさすらいの日々～（編曲）
- fhána
  - Hello!My World!!（共同編曲）
  - 君の住む街（編曲）
- FRAM
  - New Days, New Color（編曲）
  - DOOR（編曲）
  - HORIZON（作曲・編曲）
- Zwei
  - TheWay（作曲・編曲）
- 寺島拓篤
  - colors of love（作曲・編曲）
- Chuning Candy
  - ダイナミック琉球（編曲）
  - Snowflakes（作曲・編曲）
  - Over the cloud（編曲）
  - Precious（作曲・編曲）
  - Look me up（編曲）
- カントリーガール
  - 愛おしくってごめんね（編曲）
- Ciào Smiles
  - 虹色スマイル（編曲）
  - chance!!!（編曲）
- 畠中祐
  - 真夏BEAT（編曲）
- TRUSTRICK
  - それが奇跡だと知らない（編曲）
- MAKAI
  - I'LL BE THERE feat.MONDAY満ちる（作曲）
  - Your #1 feat.Emyli&WISE（作曲）
  - Answer feat.Ryohei（作曲）
  - Stolen feat.宏実（作曲）
  - Life is... feat.Ryohei&Sophia From Safarii（作曲）
  - TOKYO LOVELIGHT feat.YUCHUN(from 東方神起)（作曲）
- Buono!
  - ガラクタノユメ（作曲・編曲）
- SHANADOO
  - MERRY TIME（作曲・編曲）
- 宮脇詩音
  - Everything is You -MAKAI original mix-（作曲）
  - You're Butterfly -MAKAI exclusive mix-（編曲）
- cargo
  - YOU（編曲）
  - Undo（編曲）

### リミックス
- Sweet Vacation
  - Sexy Girl (A-bee Remix)
- STOLEN
  - Chaos (A-bee's Tokyo FAQTORY Remix)
- 泉こなた（平野綾）、柊かがみ（加藤英美里）、柊つかさ（福原香織）、高良みゆき（遠藤綾）
  - もってけ!ニーソックス
- ヒャダイン
  - ヒャダインのカカカタ☆カタオモイ-C (extraordinary A-bee REMIX)
- 繭（戸松遥）、柚子（堀江由衣）
  - 神サマといっしょ 〜jumping Skycat A-bee REMIX〜
- ZAQ
  - hopeness cut out A-bee remix
- Chuning Candy
  - Dance with me (A-bee "Chuning-up" remix)